# Корабль второго ранга (парусный)

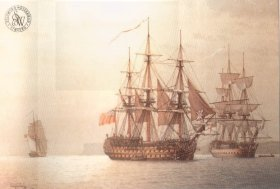
98-пушечный HMS Glory 2 ранга (в центре)

Корабль 2 ранга (парусный) — трехдечный линейный корабль. В британской системе рангов назывался англ. Second Rate. На рубеже XVII—XVIII веков — 90-пушечный корабль. На рубеже XVIII—XIX веков — 98-пушечный корабль.

## Начало (XVII в)
Понятие «второй ранг» появилось в Англии около 1610 года, заменив бывшее до этого в ходу англ. Great ship. Ещё не устоялось его отличие от 1 ранга (англ. Royal Ship): незадолго до этого (по 1604 год) оба относились к одной группе с общим наименованием Great ships. Примерно с 1610 года вместо названий рангам стали давать номера. Ко 2 рангу относились обычно корабли Королевского флота от 42 до 50 пушек, как галеоны, так и переходные типы. Число пушек не обязательно было критерием: случалось, что корабль относили к определённому рангу по численности команды.
Но чётких границ, где кончается первый ранг и начинается второй, ещё не было. С началом программ по строительству близких по характеристикам линейных кораблей, общие признаки рангов постепенно определяются.
Введение формальной системы рангов в 1677 году закрепило эти признаки. К этому времени число пушек на кораблях 2 ранга выросло до 90.

## Британия

### Век паруса (1756—1815)

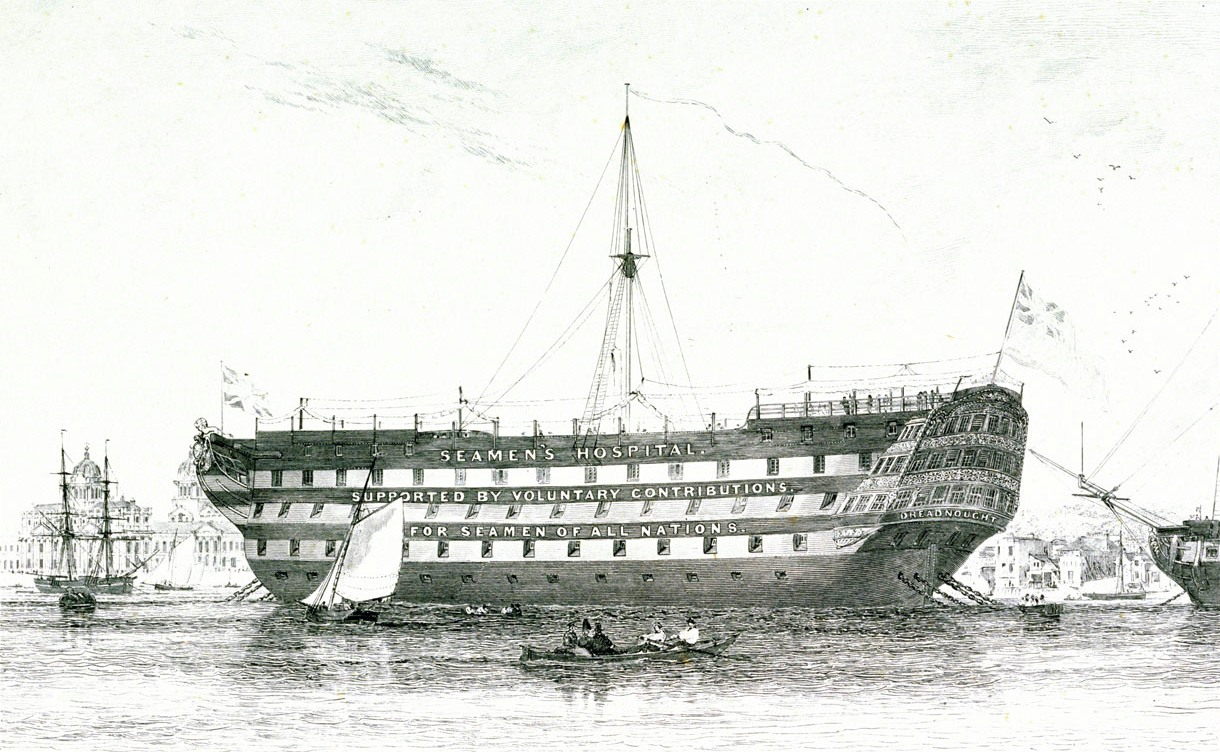
HMS Dreadnought (98), 1801 г постройки, превращённый в карантинное судно (ок. 1860)

Трёхдечный 98-пушечный линейный корабль (к началу Наполеоновских войн номинальный рейтинг устоялся) был типично британским типом, не имевшим эквивалента во французском или испанском флоте. Те предпочитали большой 80-пушечный двухдечный тип. Собственно, он был крупнее британского 2-го ранга и сильнее, считая только по весу залпа. Так, французский 80-пушечный мог выстрелить 1287 фунтов в одном залпе (включая карронады), против 1012 фунтов британского 98-пушечного. Однако Королевский флот продемонстрировал такую стойкую привязанность к «малому» трёхдечному кораблю, что приходится признать: он должен был иметь ощутимое превосходство.

#### Преимущества
Прежде всего это было превосходство в бою. Как бы мал и относительно слаб он ни был, три дека — это именно три. Помимо тактического превосходства более высокой верхней палубы, он подавлял противника и психологически. Более того, из-за трудностей опознавания на больших дистанциях, противник, случалось, переоценивал силу эскадры, имевшей корабль 2 ранга, и уклонялся от боя.
Линейный корабль 2 ранга был почти так же внушителен, как его старший собрат, и почти так же прочен. Так, в бою при Сент-Винсенте HMS Blenheim окружили пять испанских кораблей, включая один трёхдечный и саму Santissima Trinidad. Согласно рапорту, он получил 105 попаданий в корпус, однако потерял лишь 13 человек убитыми и 48 ранеными.
Движущей силой строительства малых трёхдечных было желание сэкономить. Весь век паруса и долго после, британский флот сохранял присутствие во многих частях света. Ему требовалось много кораблей. Результатом стала практически неизменная политика Адмиралтейства: оно не только сопротивлялось росту размеров каждого типа, но и выбирало под каждую задачу самый маленький и дешёвый корабль, для неё пригодный. В этом свете 98-пушечный «экономичный» тип был характерно британским.
| Год  | В строю | В ремонте или в резерве |
| ---- | ------- | ----------------------- |
| 1793 | 4       | 12                      |
| 1796 | 16      | 0                       |
| 1799 | 15      | 2                       |
| 1801 | 14      | 2                       |
| 1805 | 11      | 3                       |
| 1808 | 7       | 4                       |
| 1811 | 8       | 4                       |
| 1814 | 5       | 3                       |
| 1815 | 2       | 5                       |

Меньшие размеры означали, что корабль дешевле строить и содержать, а значит им можно рисковать в отдалённых морях, куда корабли 1 ранга не отправляли.

#### Недостатки
Корабли второго ранга имели слабые мореходные качества. Скорость в значительной мере зависит от длины ватерлинии, а корабли 2-го ранга в этом проигрывали. Высота межпалубного пространства диктуется человеческим ростом, и потому они были высоковаты для своей длины, и как следствие, увалисты. На флоте они получили незавидную репутацию плохих ходоков, тяжёлых в управлении и плохо всхожих на волну. Классической стала попытка эскадры лорда Бридпорта в рождественский день 1796 года спешно покинуть Спитхед для погони за французами. HMS Prince (98) пропустил момент поворота и, не обрасопив реи, столкнулся с Sans Pareil; HMS Formidable (98) навалился на HMS Ville de Paris и повредил его; HMS Atlas (98) выскочил на мель.
Адмирал Джервис, тогда ещё не граф Сент-Винсент, был очень невысокого мнения о дисциплине и качествах Флота Канала того времени, но его собственный St. George (98) совершил навал на португальский фрегат, а позже сел на мель в устье Тахо. При Трафальгаре плохие ходовые качества HMS Prince, HMS Dreadnought (а заодно и HMS Britannia 1-го ранга) заставили Нельсона отдать им приказ сближаться под меньшим углом чем все, в надежде что этот курс относительно ветра несколько улучшит их ход. Поэтому на самых точных картинах битвы эти трое изображены словно ни в той, ни в другой колонне.

#### Развитие
Попытка улучшить мореходные качества в 1750-е гг привела к сокращению вооружения на шканцах до пары пушек. Но в 1778 году она свелась на нет номинальным превращением 90-пушечных кораблей в 98-пушечные, путём добавления восьми 6-фунтовых пушек на шканцы. Проекты, созданные в середине 1750-х годов Слейдом, как HMS London, были удлинены, чтобы уместить на нижней палубе по четырнадцать портов на борт. Больше никаких усовершенствований не происходило до появления типа Dreadnought, имевшего 18-фунтовые пушки как на средней, так и на верхней батарейной палубе.
Числом они всегда превосходили своих собратьев в первом ранге, но нельзя не заметить: если корабли 1 ранга оставались в активной службе практически до конца войн, численность 2 ранга пошла на спад после Трафальгара. Вероятно, это отражает как непрерывную нужду в престижных больших флагманах дома, так и то, что командующие на удалённых станциях предпочитали в качестве флагманов двухдечные корабли за их лучшие мореходные качества. Поскольку в других флотах этому типу не было эквивалента, пополнения его за счёт призов не было.

#### Роль и место
Линейные корабли 2 ранга были сосредоточены в Канале, и как правило несли флаги младших (дивизионных) флагманов на эскадре. Иногда они были во главе самостоятельных эскадр, но что касается флота Канала, они рисковали повреждением от навигационных опасностей в блокадной службе ещё больше, чем их старшие собратья. Плотная блокада французских берегов трепала нервы и моряку двухдечного корабля, а уж на чём-либо крупнее она приближалась к самоубийству; некоторые капитаны даже ходатайствовали о переводе на трёхдечные, чтобы избежать такой службы.

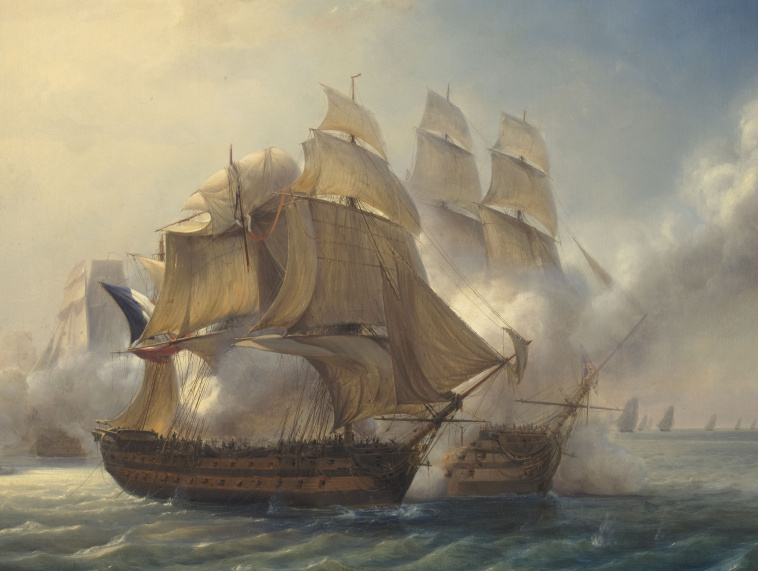
Romulus против HMS Boyne (98, справа) и HMS Caledonia

Зато в бою они были в своей стихии. Многие сражались с отличием во всех крупных битвах вплоть до, и включая, Трафальгар. Однако, в отличие от 1 ранга, некоторые были отряжены для службы подальше от дома. С самого начала войны важные колониальные экспедиции проходили под предводительством 98-пушечных кораблей. HMS Queen (и HMS Duke) участвовали в нападении на Мартинику в 1793 году, а HMS Boyne под флагом сэра Джона Джервиса вёл вест-индскую кампанию 1794 года. С этого времени часто один, а то и два корабля 2 ранга находились в этих водах. А эскадра Подветренных островов считалась достаточно важной для постоянного присутствия 98-пушечного флагмана.
Одно преимущество их над 1 рангом было несомненно — меньшая (где-то на 2 фута) осадка. В результате их иногда посылали туда, где их «большие братья» пройти не могли. Когда в начале 1801 года муссировались планы экспедиции в Данию и на Балтику (и ожидались действия на мелководье), в качестве флагманов предлагались St. George или London (оба 98). Нельсон в конце концов оставил первый и перешел командовать на 74-пушечный, но с этого началась долгая связь 98-пушечных кораблей с Балтикой. Она возобновилась с Наполеоновскими войнами: HMS Prince of Whales был флагманом адмирала Гамбье при штурме Копенгагена в 1807, а между 1808 и 1812 в составе Балтийского флота Сумареса побывали Formidable, Dreadnought, Temeraire и St. George.
По ходу войны флот стал смелее применять трёхдечные корабли, круглый год и при любой погоде. Но потеря St. George от шквала в 1811 году при возвращении с Балтики стала напоминанием, насколько велик был риск. Разумеется, он шёл под временным рангоутом, но общеизвестная неповоротливость внесла свой вклад в гибель корабля и 850 человек.

## Франция
После 1687 года двухдёчный линейный корабль с 68-76 пушками.

### Век паруса (1743—1831)
Двухдёчный с 84 пушками, трёхдёчный с 86.
Чуть позднее на смену трёхдёчному с 86 пушками пришёл трёхдёчный 90-100 пушечный корабль причём чёткая грань между 1 и 2 рангом отсутствовала.

## Другие страны

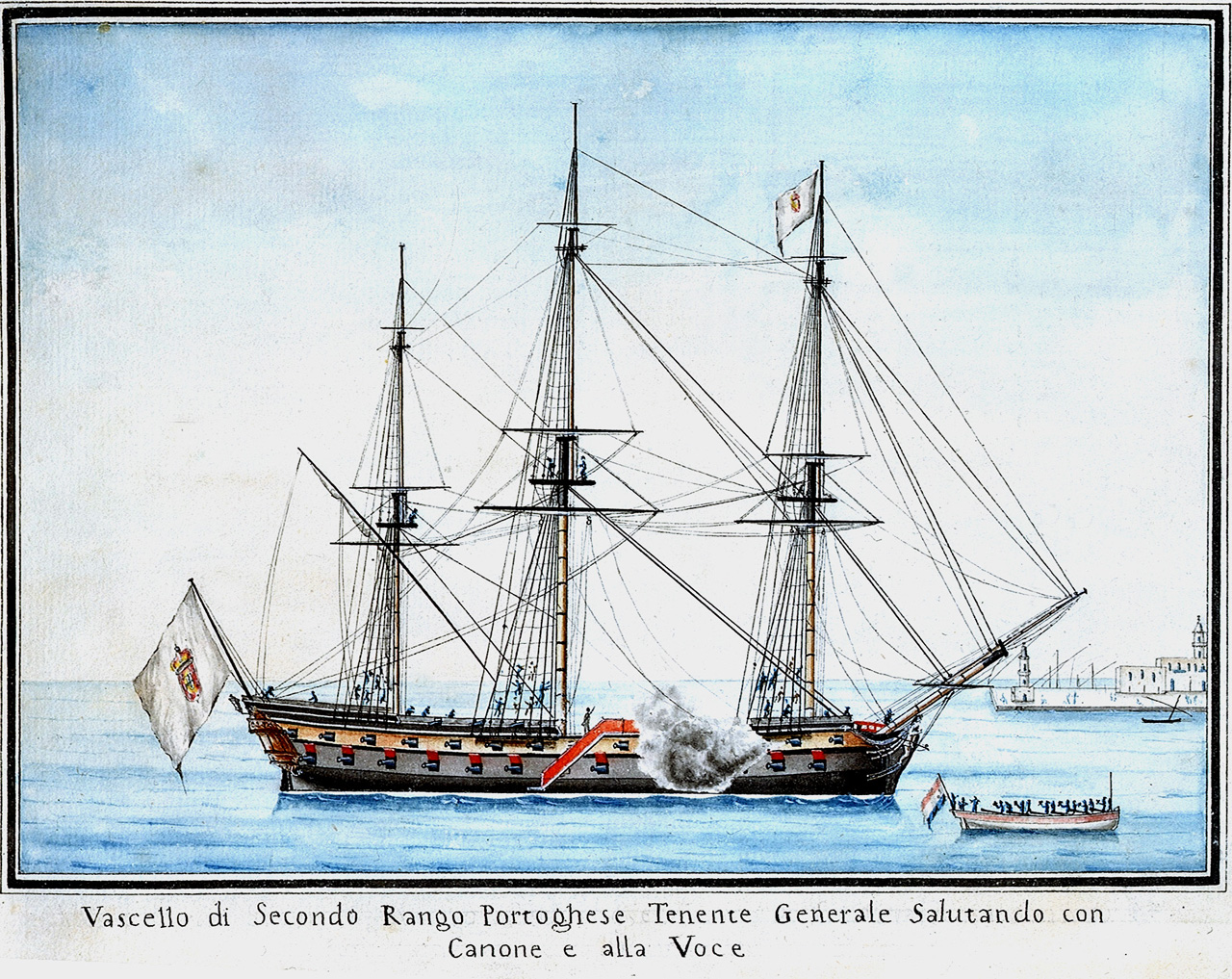
«Португальский корабль 2 ранга»: изображен явно 74-пушечный

Хотя некоторые страны стали в середине XIX века присваивать некоторым кораблям 2 ранг, классические парусные флота, а с ними и классическая система рангов, к тому времени уже сходили со сцены.
За пределами Великобритании 2 ранг в эпоху паруса почти не встречался. Второстепенные флота (например, португальский или венецианский) временами возводили во второй ранг более слабые корабли, например 64-пушечные. Однако они не были вполне последовательны и в этом: ранг менялся в зависимости от смены правительства.
Например в сборнике Tutti Battimenti…, изданном в Неаполе в 1780 году, изображен 74-пушечный двухдечный с подписью «португальский корабль 2 ранга». В ведущих флотах считалось общепризнанным, что подобные корабли относятся к 3 рангу.